# Bilbainada
A bilbainada é um género musical típico da Biscaia, a região do norte de Espanha que faz parte do País Basco. Como o seu nome indica, está ligada sobretudo à cidade de Bilbau e às localidades vizinhas.

## História
A origem das canções chamadas bilbainadas remonta supostamente à época em que Diego López V de Haro fundou a Villa de Bilbau, no ano 1300. Existe alguma semelhança entre as bilbainadas e as chamadas "canções de cego", manifestações populares que espalhavam as notícias em forma de canções nas praças das povoações. Nos séculos XIX e XX a influência dos ritmos da habanera deu forma à bilbainada, cujas canções recolhem as tradições folclóricas e idiossincráticas locais.
Nas bilbainadas confluem as vivências de grupo, a observação curiosa da realidade e dos costumes, a nostalgia e a ironia, usando um ritmo de celebração instantânea a que é difícil resistir.